# Puya fulgens
Puya fulgens är en gräsväxtart som beskrevs av Lyman Bradford Smith. Puya fulgens ingår i släktet Puya och familjen Bromeliaceae. Inga underarter finns listade i Catalogue of Life.